# ベスト・オブ・ベスト 郷ひろみのすべて
『ベスト・オブ・ベスト 郷ひろみのすべて』（ベスト・オブ・ベスト・ごうひろみのすべて）は、日本のアイドル歌手・郷ひろみが1976年6月21日にCBS・ソニーから発売した3枚目のベストアルバムである。

## 内容
前作『HIROMIC WORLD』から7ヶ月ぶり、ベストアルバムとしても『郷ひろみヒット全曲集』から約7ヶ月ぶりの作品。
『郷ひろみデラックス』以来2作ぶりの2枚組で、これまでに発表してきた全作品から選曲して収録されている。

## 収録曲

### Disc 1
1. 男の子女の子
1stシングルの表題曲。
2. 裸のビーナス
5thシングルの表題曲。
3. 小さな体験
2ndシングルの表題曲。
4. モナリザの秘密
7thシングルの表題曲。
5. 魅力のマーチ
6thシングルの表題曲。
6. よろしく哀愁
10thシングルの表題曲。
7. 愛への出発
4thシングルの表題曲。
8. わるい誘惑
11thシングルの表題曲。
9. 君は特別
9thシングルの表題曲。
10. 花とみつばち
8thシングルの表題曲。
11. ふりむいた君
11thシングルのカップリング曲。
12. 花のように 鳥のように
12thシングルの表題曲。

### Disc 2
1. 恋の弱味
16thシングルの表題曲。アルバム初収録。
2. 雨にひとり
6thアルバムの収録曲。
3. 青いリンゴ
5thアルバムの収録曲。
4. 夢みる頃をすぎて
15thシングルのカップリング曲。
5. この愛はどうなる
7thシングルのカップリング曲。
6. 逢えるかもしれない
14thシングルの表題曲。
7. 20才の微熱
17thシングルの表題曲。
8. サンゴ礁の娘
5thアルバムの収録曲。
9. 愛すべき僕たち
5thアルバムの収録曲。
10. 君のおやじ
6thアルバムの収録曲。
11. 誘われてフラメンコ
13thシングルの表題曲。
12. バイ・バイ・ベイビー
15thシングルの表題曲。

## タイアップ
- NET系列ドラマ『ちょっとしあわせ』主題歌 (Disc1#6)